# Торица Морисона
То́рица Мо́рисона, или Торица весе́нняя (лат. Spergula morisonii) — вид двудольных растений рода Торица (Spergula) семейства Гвоздичные (Caryophyllaceae). Впервые описан французским ботаником Александром Боро в 1847 году.

## Распространение и среда обитания

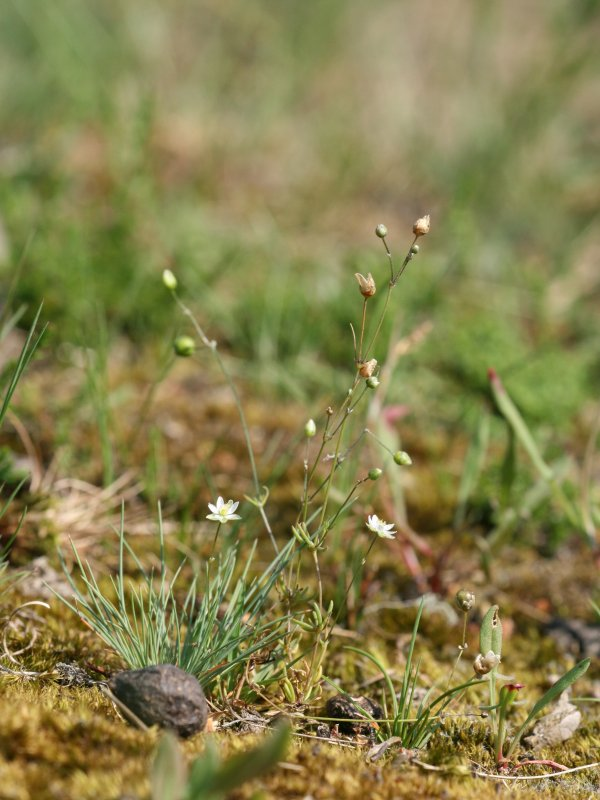
Торица Морисона в естественной среде обитания

Известна из Австрии, Бельгии, Болгарии, Чехии, Словакии, Дании, Финляндии, Франции, Германии, Нидерландов, Испании, Венгрии, Италии, Португалии, Норвегии, Польши, Румынии, Швеции, стран Балтии, европейской части России и Алжира. Занесена в Великобританию (Англия) и США (Мэриленд, Массачусетс, Нью-Джерси).
Растёт по песчаным обочинам дорог, на нарушенных местах на высоте 10—100 м.

## Ботаническое описание
Стебель высотой 5—35 см, часто разветвлённый в центральной части растения.
Листья обычно плоские, простые, размещены супротивно.
Цветки с пятью яйцевидными лепестками.
Плод — коробочка; семена линзовидные с придатками в виде крылышек от светло-коричневого до коричневато-чёрного цвета.
Цветёт весной и в начале лета.
Число хромосом — 2n=18.

## Природоохранная ситуация
Занесена в Красную книгу Эстонии и Красные книги Калининградской области и Республики Карелия (Россия).

## Классификация

### Таксономия
Spergula morisonii Boreau, 1847, Rev. Bot. Recueil Mens. 2: 424
Вид Торица Морисона относится к роду Торица (Spergula) семейства Гвоздичные (Caryophyllaceae) порядка Гвоздичноцветные (Caryophyllales). Кладограмма в соответствии с Системой APG IV по состоянию на декабрь 2023 года:
|  |                                      |  |                                   |                                   |                      |  | ещё 40 семейств | ещё 40 семейств |                 |  |  |  | еще 12 подтвержденных видов и 53 вида, ожидающих подтверждения |
|  |                                      |  |                                   |                                   |                      |  | ещё 40 семейств | ещё 40 семейств |                 |  |  |  | еще 12 подтвержденных видов и 53 вида, ожидающих подтверждения |
|  |                                      |  |                                   | порядок Гвоздичноцветные          |                      |  |                 |                 | род Торица      |  |  |  |                                                                |
|  |                                      |  |                                   | порядок Гвоздичноцветные          |                      |  |                 |                 | род Торица      |  |  |  |                                                                |
|  | отдел Цветковые, или Покрытосеменные |  |                                   |                                   | семейство Гвоздичные |  |                 |                 | Торица Морисона |  |  |  |                                                                |
|  | отдел Цветковые, или Покрытосеменные |  |                                   |                                   | семейство Гвоздичные |  |                 |                 |                 |  |  |  |                                                                |
|  |                                      |  | ещё 63 порядка цветковых растений | ещё 63 порядка цветковых растений |                      |  |                 | еще 97 родов    | еще 97 родов    |  |  |  |                                                                |
|  |                                      |  |                                   | ещё 63 порядка цветковых растений |                      |  |                 |                 | еще 97 родов    |  |  |  |                                                                |